# 布尚莱克朗
布尚莱克朗（法語：Bouchamps-lès-Craon，法語發音：[buʃɑ̃ lɛ kʁɑ̃]，意为“克朗附近的布尚”）是法国马耶讷省的一个市镇，属于贡捷堡区。

## 地理
布尚莱克朗（47°48'53"N, 0°59'32"W）面积18.15 平方千米，位于法国卢瓦尔河地区大区马耶讷省，该省份为法国西北部内陆省份，北起芒什省和奧恩省，西接伊勒-维莱讷省，南至曼恩-卢瓦尔省，东临萨尔特省。
与布尚莱克朗接壤的市镇（或旧市镇、城区）包括：拉布瓦西耶尔、谢朗塞、克朗、尼亚夫勒、勒纳泽、圣马丹迪利梅、蓝色安茹地区瑟格雷。

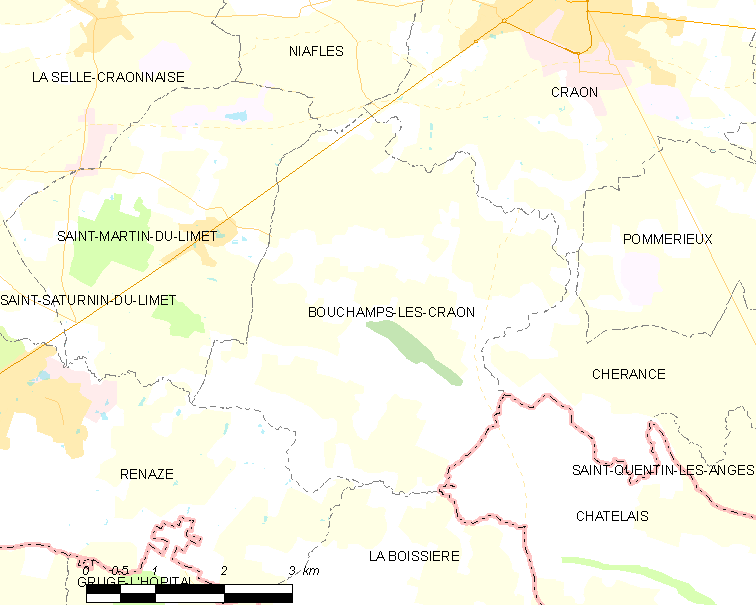
布尚莱克朗的OSM定位图

布尚莱克朗的时区为UTC+01:00、UTC+02:00（夏令时）。

## 行政
布尚莱克朗的邮政编码为53800，INSEE市镇编码为53035。

## 政治
布尚莱克朗所属的省级选区为马耶讷河畔贡捷堡第二县。

## 人口

1962-2008年间布尚莱克朗人口变化图示

布尚莱克朗于2022年1月1日时的人口数量为611人。